# Michèle Foison
Michèle Foison est une compositrice, cheffe d'orchestre et pédagogue française, née le 6 juin 1942 à Bois-Colombes.

## Biographie
Michèle Foison naît le 6 juin 1942 à Bois-Colombes.    
Après des études classiques, elle se perfectionne au Conservatoire de Paris entre 1961 et 1972, obtenant plusieurs premiers prix, en harmonie (dans la classe de Georges Dandelot), contrepoint (classe d'Alain Weber), fugue (classe d'Yvonne Desportes), ondes Martenot (classe de Maurice Martenot) et composition musicale dans la classe d’Olivier Messiaen.    
Elle travaille également le piano à l'école César-Franck avec Suzanne Robineau et Germaine Mounier, ainsi que la direction d'orchestre auprès de Roger Trochon, Igor Markevitch et Pierre Dervaux.    
En 1969 est créé Indra, une pièce pour cinq ondes Martenot, deux harpes et vibraphone, au Conservatoire puis à la salle Cortot à Paris (dans une version pour cordes, harpe et vibraphone).    
En 1970, Michèle Foison est lauréate du Certificat d’aptitude à la direction des écoles nationales de musique et reçoit le prix Georges Bizet de l'Institut pour Gemme d’étoiles, une partition pour grand orgue (deux organistes), six ondes Martenot et deux percussions, dont la première audition est donnée à l'église Saint-Eustache à Paris le 18 juin 1971.  
En 1972, elle obtient le prix et la bourse de la Casa de Velázquez, ce qui lui permet d'y séjourner un an (1972-1973). 
Michèle Foison fait ensuite carrière comme directrice de conservatoires, notamment à Dreux, Houdan, Alençon, ou à la tête du conservatoire municipal de Paris-Centre. Elle a également créé le Centre artistique de Bû et dirigé, comme chef d'orchestre, de nombreux concerts en France et à l'étranger,.
En tant que compositrice, elle est l'auteure de plusieurs œuvres pour orgue, ondes Martenot, percussion, chœurs, orchestre et solistes.
Michèle Foison est la mère adoptive de Tristan Foison, compositeur connu pour avoir volé plusieurs compositions d'autres compositeurs (Alfred Desenclos: Requiem, Raymond Gallois-Montbrun: Concerto pour violon)

## Œuvres
Le catalogue de Michèle Foison, édité par Présence Compositrices, compte une quarantaine d’œuvres :

### Musique symphonique
- Indra, musique en cinq parties, pour orchestre à cordes, 2 harpes et vibraphone (1968), qui existe également dans une version pour 5 ondes Martenot, 2 harpes et vibraphone
- Otoño, pour orchestre de 90 instruments à cordes (1973-1974)
- Nevermore, commande de l'IRCAM pour l'Ensemble intercontemporain (1982)
- Fanfare pour la liberté, pour 18 cuivres et 3 percussions (1989)
- Cygnes, pour violon solo et orchestre à cordes (1992)

### Musique vocale
- La dernière peine, mélodie sur un texte de Marie Noël, pour voix soprano ou voix de femme et ensemble à cordes (1967)
- Mon bien aimé, mélodie sur un texte de Marie Noël, pour voix soprano ou voix de femme et ensemble à cordes (1967)
- Chœurs de Noël, chants de Noël anciens orchestrés, pour voix et orchestre (1987), également en réduction pour voix et piano
- Six prières « Tu es l'Amour », pour soprano solo et orchestre (1991)
- Cygnes, pour soprano solo ou 12 voix de femmes et orchestre à cordes (1992)
- Une rose dans les cheveux ou Le monde des enfants, cont'opéra sur 48 textes de comptines, pour chœur adulte, chœur d'enfants et orchestre (1995-1998)
- Désespoir, pour récitant, chœur et orchestre (2003)
- Requiem, pour chœur mixte, orgue, harpe, célesta, ondes Martenot et orchestre symphonique ou orchestre à cordes (2009-2011), créé en juin 2012 à l'église Saint-Pierre de Dreux[9]
- Ave Maria, pour voix solo et orchestre à cordes (2013), également pour chœur mixte et orchestre
- Offertoire, pour voix solo et orchestre à cordes (2013), également pour chœur mixte et orchestre
- Noël, joie de Noël, texte de Michèle Foison, pour chœur, récitant, orgue et percussion (2013), également pour chœur, récitant et orchestre

### Musique pour ensemble instrumental avec ondes Martenot
- Le berger Lel et la princesse Maria, pour flûte, cor, 2 violons, alto, cithare, vibraphone, célesta, piano et ondes Martenot
- La Dame de neige, pour quatuor à cordes, piano, ondes Martenot, cithare, vibraphone, glockenspiel, cymbale et timbales (1966-1967)
- Gemme d'étoiles, pour grand orgue (avec deux organistes), 6 ondes Martenot et 2 percussionnistes (2 tam-tams), 1969-1971
- Ophélie ou le Miroir des étoiles dormantes, pour 2 ondes Martenot et ensemble de percussions (1972)

### Musique de chambre
- Dix variations sur un thème de berceuse, pour saxophone et piano (1966)
- Atmen, concerto pour 5 violons, écrit pour un soliste et bande enregistrée (par le même instrumentiste, jouant les quatre autres parties), créé par Ami Flammer à la Radio en 1983[9]
- Quatuor à cordes (1976-1979)

### Musique instrumentale
- Le grand vent dans la plaine, pour harpe celtique ou clavier et récitant, texte de Marie Noël (1993)
- June The Sixth, pour percussion et récitant, texte Le dormeur de Colleville d'Alain Brugnot (2009)
- Regards, pour 4 flûtes différentes et récitant, sur quatre poèmes de Serge Bach (2014), également pour quatuor à cordes (ou flûte, violon, alto, violoncelle) et récitant
- Émotion, pour guitare et récitant (2019), également pour flûte, vibraphone et récitant

### Musique pour ondes Martenot
- Transcriptions de Claude Debussy (extraits des Préludes) et Maurice Ravel (extraits de Ma mère l'Oye), 1987
- Chemins de temps, pour 4 ondes Martenot (1988)